# 高森町立草部中学校
高森町立草部中学校（たかもりちょうりつくさかべちゅうがっこう）は、かつて熊本県阿蘇郡高森町大字芹口（せりぐち）にあった公立の中学校。
2005年（平成17年）3月末をもって閉校し、高森町立高森東中学校に統合された。

## 概要
歴史
1947年（昭和22年）の学制改革で新制中学校として創立。2005年（平成17年）3月をもって閉校。58年の歴史に幕を下ろした。
校訓
「創造・自律」
校章
桜の花弁を背景にして、中央に「中」の文字を配している。
校歌
歌詞は3番まである。

## 沿革

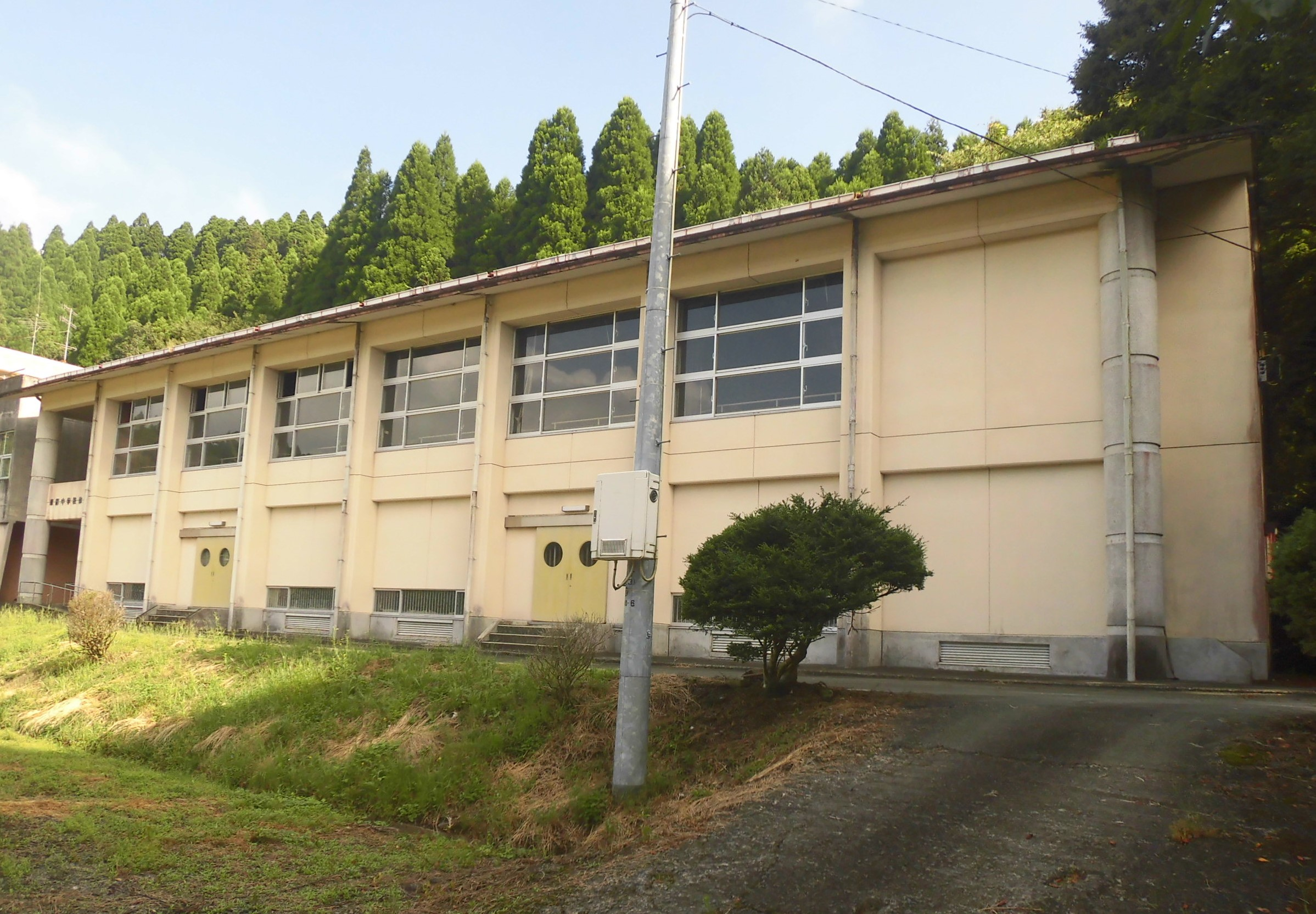
旧・草部中 体育館
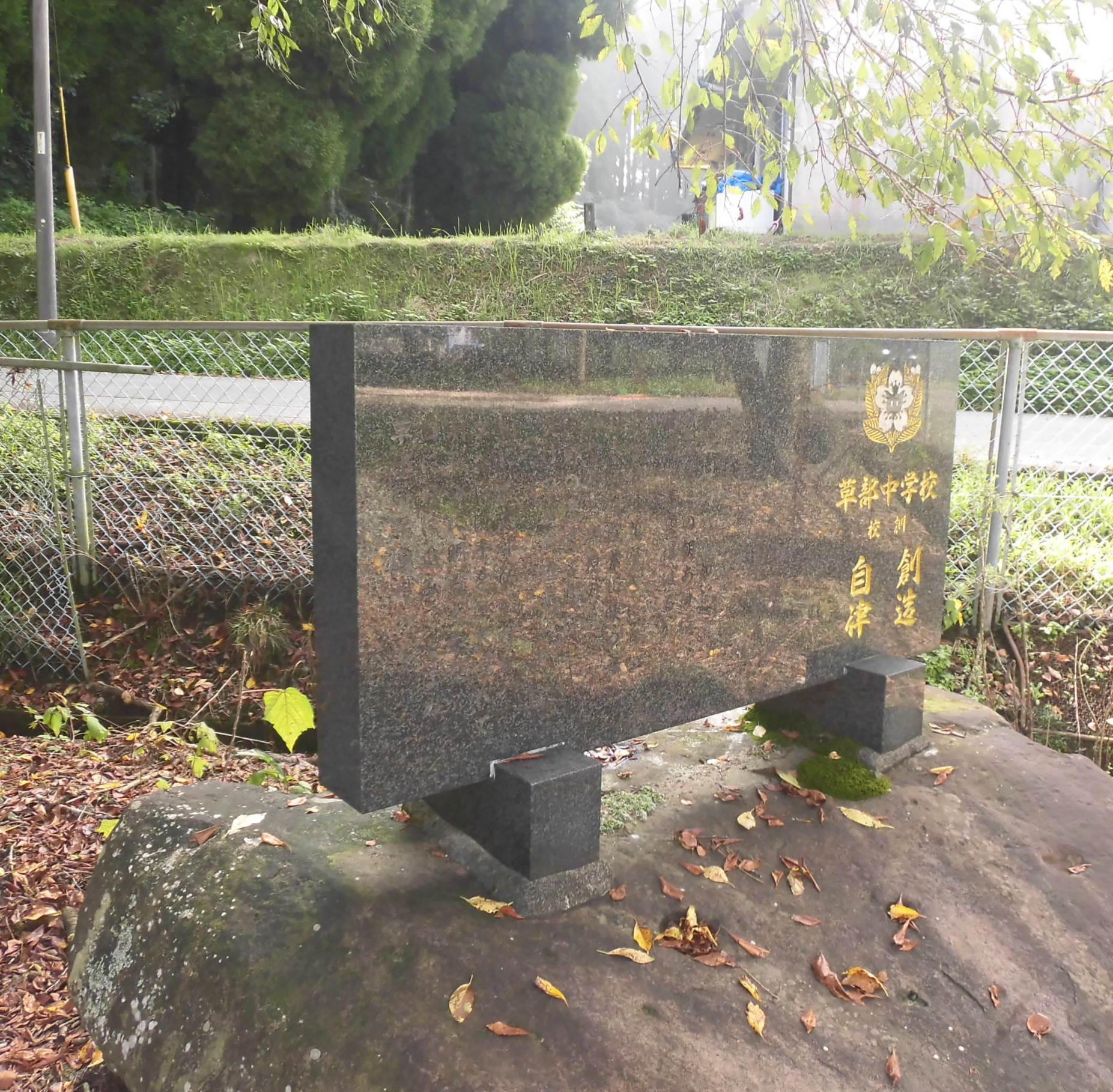
草部中 閉校記念碑
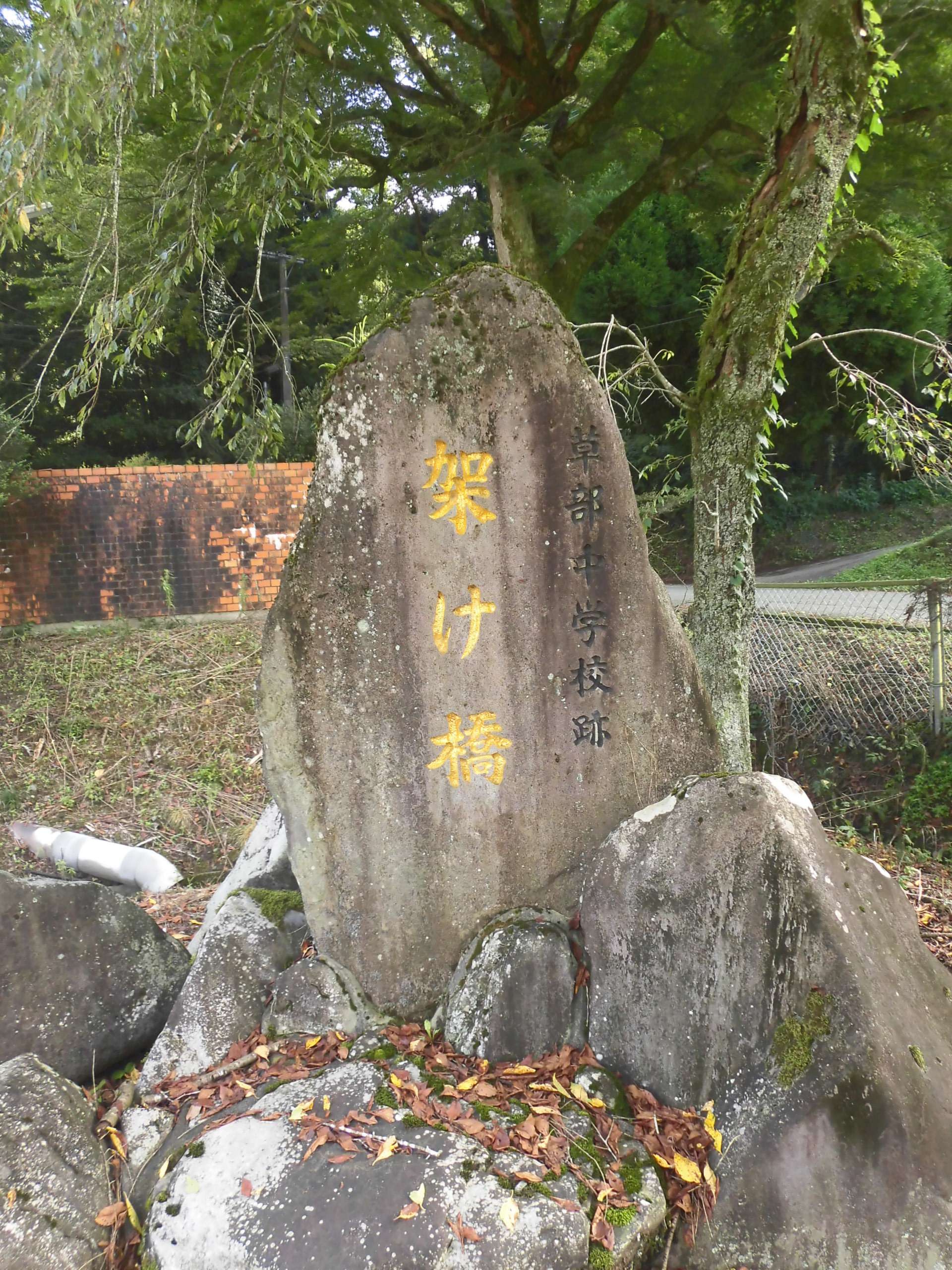
草部中 閉校記念碑

- 1947年（昭和22年）- 学制改革が行われる（六・三制の実施）。
  - 4月1日 - 草部南部国民学校の初等科は、新制小学校「草部村立草部南部小学校」に改組・改称。
  - 4月22日 - 草部南部国民学校の高等科は、草部南部青年学校普通科とともに、新制中学校「草部村立草部中学校」に改組・改称。初代校長に本田三学が着任。草部南部小学校校舎の一部を借用。草部北部分校を設置（草部北部小学校[1]に併設）。
- 1948年（昭和23年）8月 - 社倉の農作物倉庫を校舎として借用の上、移転。
- 1951年（昭和26年）9月 - 最終所在地に木造新校舎が完成、移転を完了。
- 1952年（昭和27年）6月 - 北部分校の新校舎が完成。
- 1955年（昭和30年）4月1日 - 「高森町立草部中学校」と改称。
- 1957年（昭和32年）
  - 8月 - PTAを「育友会」に改称。
  - 12月 - 学校図書館を整備。
- 1959年（昭和34年）4月1日 - 草部北部分校が高森町立草部北部中学校として独立。
- 1961年（昭和36年）4月 - 生徒増により、校舎の増築を開始。
- 1962年（昭和37年）12月 - へき地集会所が完成。
- 1964年（昭和39年）6月 - 技術室が完成。
- 1966年（昭和41年）5月 - 完全給食を開始。
- 1969年（昭和49年）8月 - 小中共用のプールが完成。
- 2005年（平成17年）3月31日 - 高森町立高森東中学校への統合により閉校。

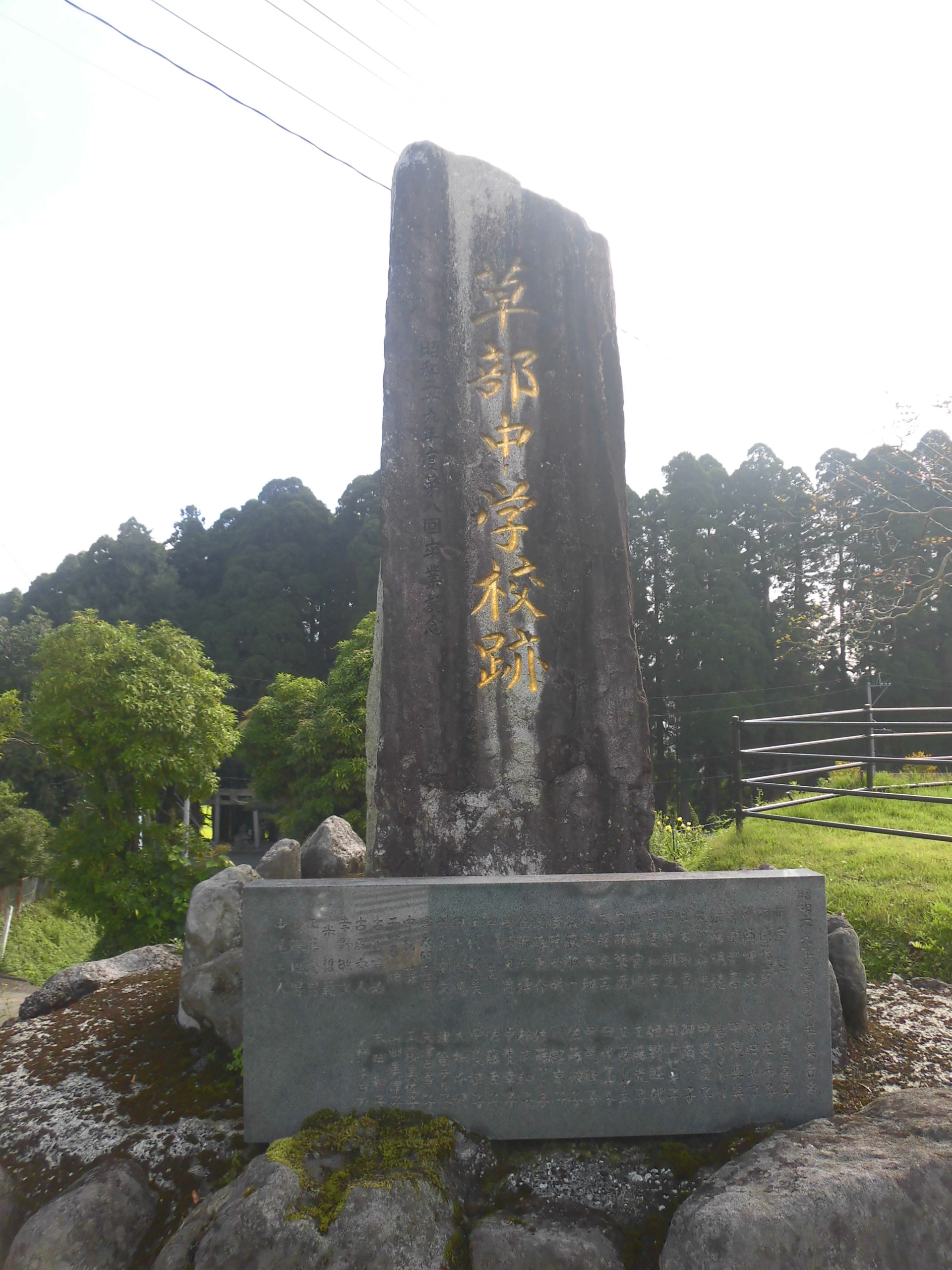
草部中学校跡の碑 （1951年移転前）
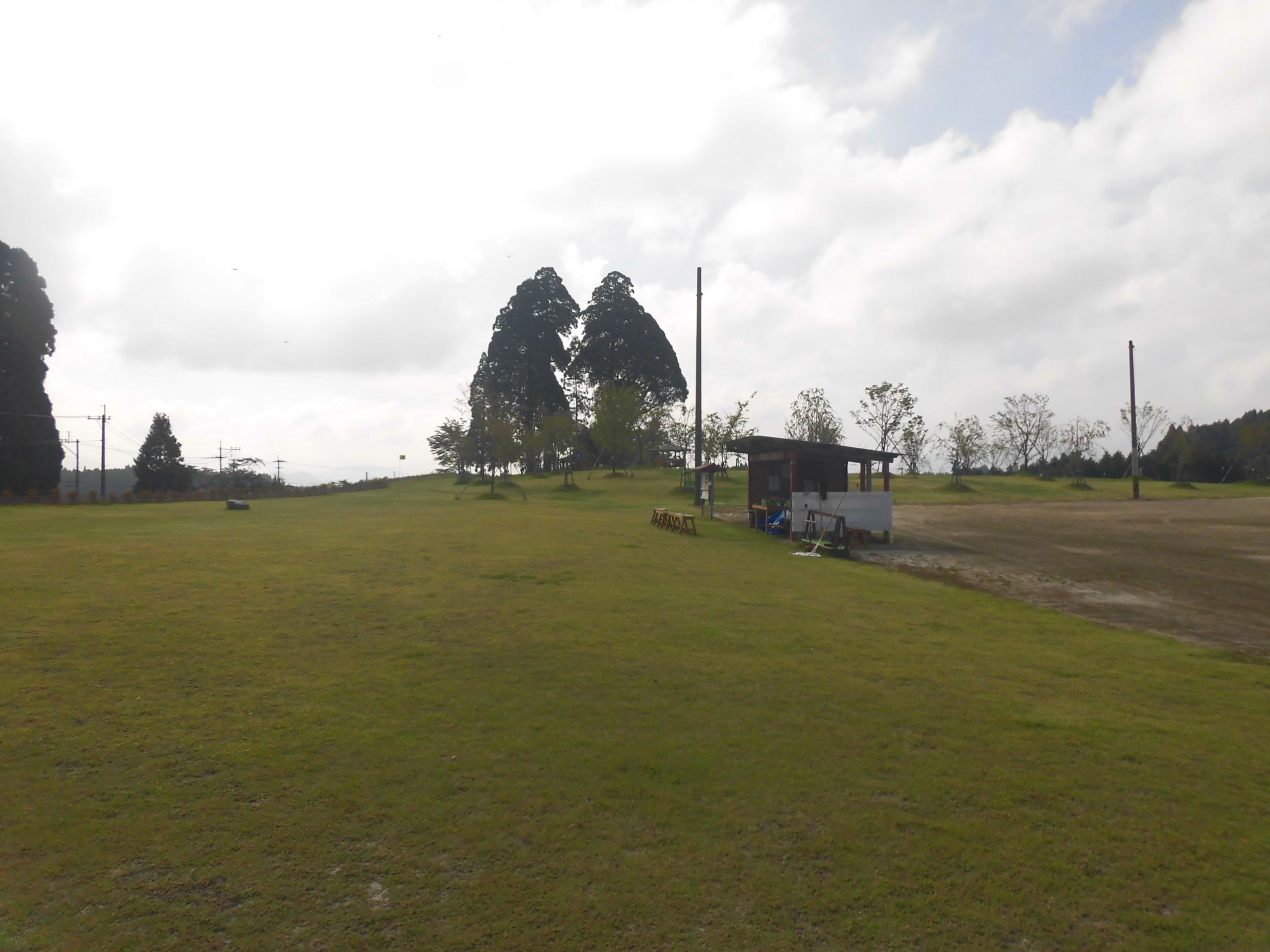
草部中学校跡地 （1951年移転前）
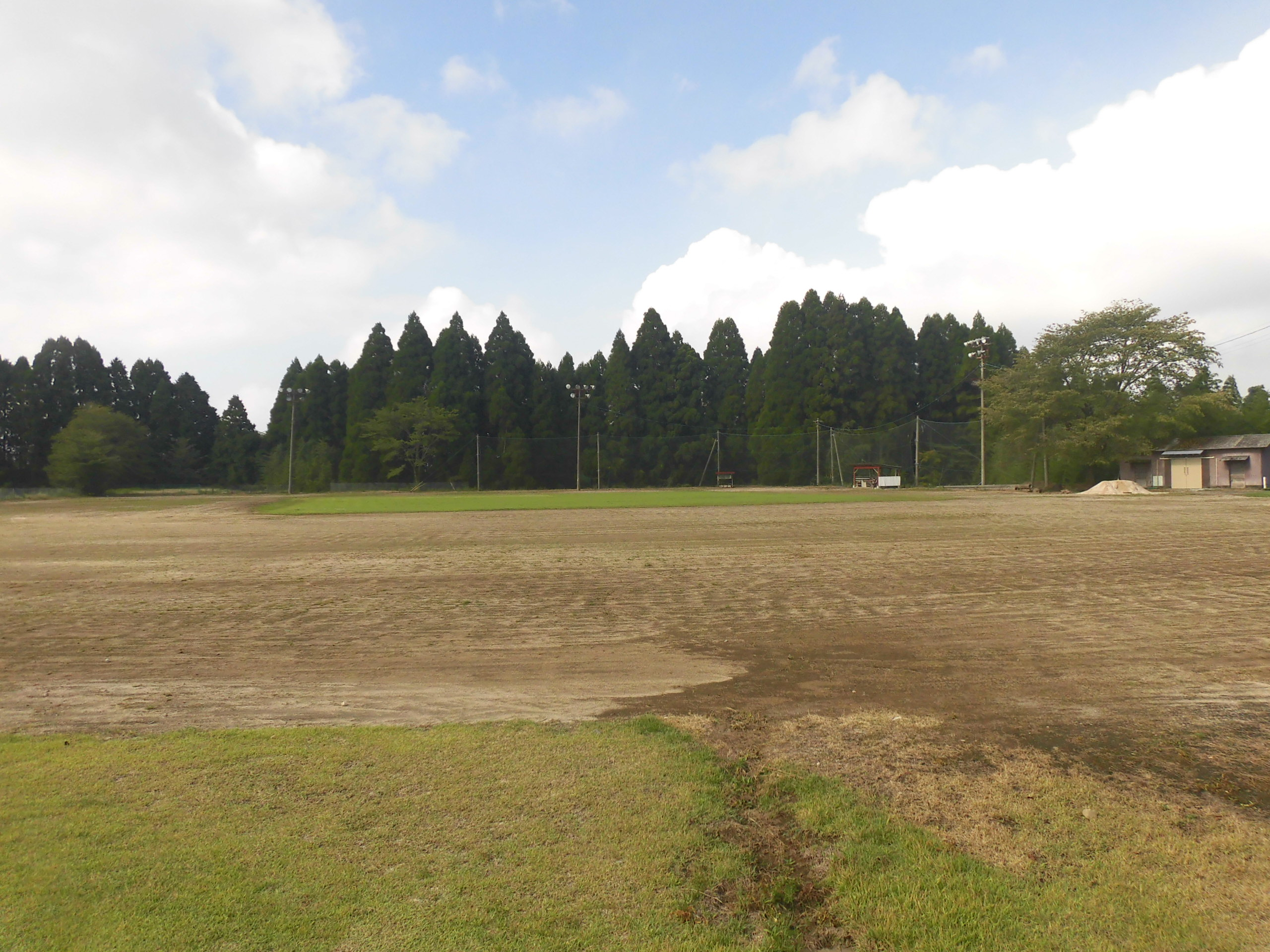
草部中学校跡地 （1951年移転前）

- 旧・草部中 体育館
- 草部中 閉校記念碑
- 草部中 閉校記念碑

## 交通アクセス
最寄りのバス停留所
- 九州産交バス 「吉見神社前」・「社倉」停留所

最寄りの幹線道路
- 国道325号

## 周辺
- 高森町役場 草部出張所
- 草部郵便局
- 草部総合センター
- 吉見郷土資料館（旧・高森町立草部南部小学校跡）
- 草部郷土資料館
- 草部吉見神社
- 正一位草部穴迫稲荷大明神